# FC La Chaux-de-Fonds
FC La Chaux-de-Fonds es un club de fútbol suizo de la ciudad de La Chaux-de-Fonds, en la provincia (cantón) de Neuchatel. La ciudad cuenta 37 500 habitantes. El deporte más popular de la ciudad es el hockey sobre hielo, ya que tiene un club HC Chaux de Fonds, que ha ganado muchos títulos en el circuito máximo.
Ambos clubes (el de fútbol e hockey) ya no juegan al nivel nacional más alto, pero han sido clubes grandes hace décadas.
Al final de la temporada 2008-2009, el club que jugaba en Challenge League (segundo nivel) descendió al quinto nivel nacional que se llama la segunda liga (2ème ligue), por problemas administrativos.

## Palmarés
- Super Liga Suiza: 1954, 1955, 1964.
- Copa Suiza: 1948, 1951, 1954, 1955, 1957, 1961.

### Plantilla 2017/18
- = Lesionado de larga duración

## Entrenadores
- Henri Glasson (1945-1946)
- Jiří Sobotka (1946-1959)
- Genia Walaschek (1951-1952)
- Kurt Sommerlatt (1959-1962)
- Henri Skiba (1963-1967)
- Jean Vincent (1967-1970)
- Jiří Sobotka (1971-1972)
- Bernard Challandes (1985-1987)
- Ian Bridge (1987-1990)
- Philippe Perret (2004-2007)
- Vittorio Bevilacqua (2007-2008)
- Laurent Delisle (2008)
- Stefano Maccoppi (2008-2009)
- Christophe Caschili (2014-)

## Participación en competiciones europeas
| Temporada | Competición      | Ronda          | Club                | Cómputo global | Ida     | Vuelta  |
| --------- | ---------------- | -------------- | ------------------- | -------------- | ------- | ------- |
| 1961/62   | Recopa de Europa | Clasificatoria | Leixões SC          | 6-7            | 6-2 (C) | 0-5 (F) |
| 1961/62   | Intertoto Cup    | Grupo B1       | Feyenoord           | 4-8            | 2-3 (F) | 2-5 (C) |
| 1961/62   | Intertoto Cup    | Grupo B1       | FC Schalke 04       | 3-10           | 3-2 (C) | 0-8 (F) |
| 1961/62   | Intertoto Cup    | Grupo B1       | IFK Goteborg        | 4-5            | 2-2 (C) | 2-3 (F) |
| 1964/65   | Copa de Europa   | Clasificatoria | AS Saint-Étienne    | 4-3            | 2-2 (F) | 2-1 (C) |
| 1964/65   | Copa de Europa   | 1/8            | SL Benfica          | 1-6            | 1-1 (C) | 0-5 (F) |
| 1966/67   | Intertoto Cup    | Grupo A1       | Feyenoord           | 1-4            | 1-4 (F) | 1-2 (C) |
| 1966/67   | Intertoto Cup    | Grupo A1       | Eintracht Frankfurt | 3-7            | 2-4 (C) | 1-3 (F) |
| 1966/67   | Intertoto Cup    | Grupo A1       | Lanerossi Vicenza   | 6-3            | 4-1 (C) | 2-2 (F) |